# Nashitsubo no gonin

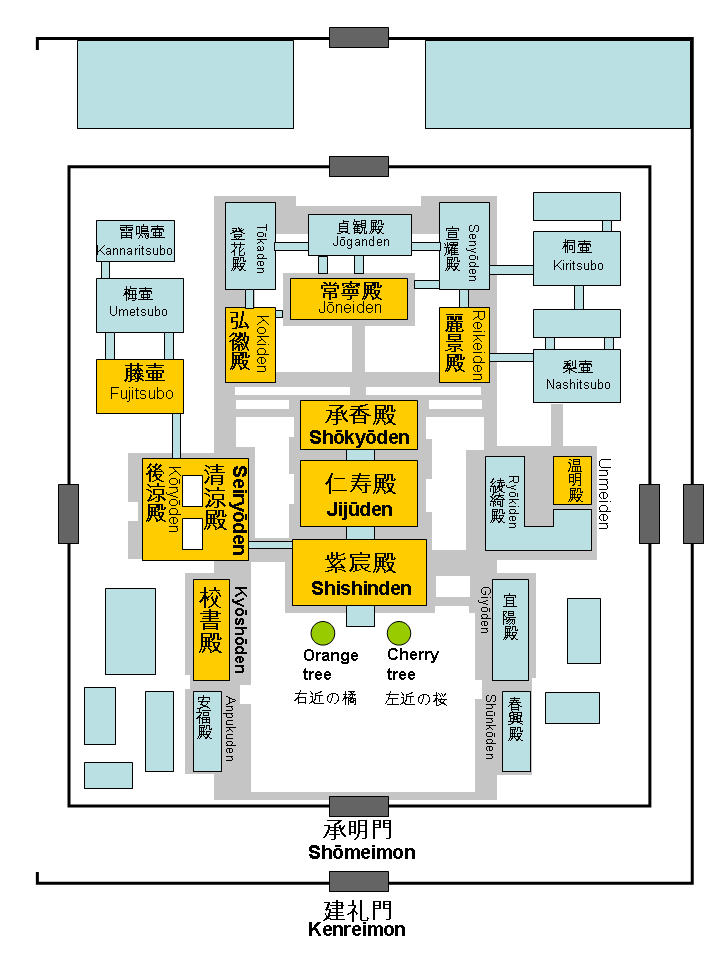
Kaiserlicher Heian-Palast mit der Nashitsubo

Bei den Nashitsubo no gonin (jap. 梨壺の五人 dt. etwa: „Fünf (Mitglieder) der Birnenkammer“) handelt es sich um fünf Dichterfürsten (Kasen) und Gelehrte der Heian-Zeit, die in einer eigens dafür eingerichteten Schreibstube im kaiserlichen Palast die Gedichtanthologie Gosen Wakashū (951) kompilierten. Darüber hinaus erstellten sie den Lese-Index für das Man’yōshū.
Die fünf Yoryūdo (寄人, auch Yorihito) waren:
- Ōnakatomi no Yoshinobu (大中臣能宣, 921–991)
- Minamoto no Shitagō (源順, 911–983)
- Kiyohara no Motosuke (清原元輔, 908–990)
- Sakanoue no Mochiki (坂上望城, Lebensdaten unbekannt)
- Ki no Tokibumi (紀時文, 922–996)